# مطار منيسترو بيستاريني الدولي
مطار مِنيسترو بيستاريني الدولي (بالإسبانية: Aeropuerto Internacional de Ezeiza Ministro Pistarini)(إياتا: EZE، إيكاو: SAEZ) هو مطار دولي يقع على بعد 22 كيلومترا (14 ميل) جنوب غربي بوينس آيرس، عاصمة الأرجنتين. تبلغ مساحته 3475 هكتار (8587 فدان)، وهو واحدة من مطارين يخدمان بوينس آيرس ومنطقتها الحضرية. مطار بيستاريني هو أكبر مطار دولي في البلاد من حيث عدد الركاب 85٪ من حركة المرور الدولي.

## التاريخ
سمي المطار نسبة إلى السياسي والجنرال خوان بيستاريني (1882-1956)، ويعرف أيضا بمطار إيزيزا الدولي بحكم موقعه القريب من مديرية إيزيزا قرب بيونس آيرس. يعتبر المطار الأكبر في الأرجنتين ويمثل قاعدة أساسية لشركة الخطوط الجوية الأرجنتينية لتسيير رحلاتها عبره. وكانت أول رحلة مدنية من مطار هيثرو بلندن عام 1946. وقد بني هذا المطار ما بين 1945 و1949، وكان في ذلك الوقت أكبر مطار في أمريكا اللاتينية والوحيد الذي يضم 3 مدارج في شكل الحرف اللاتيني 'A'. وهذا يعني ثلاثة مدارج متقاطعة (23/05 و 29/11 و 17/35) مكونة بذلك زوايا 60°. في عام 1997، تم إغلاق المدرج 23/05، ويتم استخدامه الآن من قبل الطائرات الكبيرة (مثل إيرباص إيه 340 أو بوينغ 747) للتنظيف وإعادة التزود بالوقود.

## الخروقات الأمنية
في يوليو 2007، أجرت قناة الأرجنتين 13 تحقيقا كشف عن أن مجموعة من شركات الأمن في المطار قامت بسرقة أشياء ثمينة مثل أجهزة آي بود والكاميرات الرقمية والهواتف الخلوية والنظارات الشمسية والمجوهرات وأجهزة الكمبيوتر المحمول أثناء عملية المراقبة لأمتعة الركاب. ووفقا لتقرير خاص، ينبغي على شركات الأمن في المطار أن تحقق في كل قطعة من البضائع قبل وضعها في الطائرة. ومع ذلك، تستفيد بعض منها من جهاز الماسح الضوئي للكشف عن الأشياء الثمينة وثم تقوم بسرقتها. ويذكر التقرير أن هذه الحوادث تحدث كل يوم، وأن المسروقات تشمل أي شيء من الأجهزة الإلكترونية إلى العطور والشوكولاته.

## شركات الطيران والوجهات
| شركـات طيـران                   | الوجهات |
| ------------------------------- | --- |
| الخطوط الجوية الأرجنتينية       | Cancún، El Calafate ‏، مطار خوسيه مارتي الدولي، مطار مدريد باراخاس الدولي، Mendoza، مطار ميامي الدولي، مطار كاراسكو الدولي، مطار جون إف كينيدي الدولي (تنتهي في 6 أغسطس 2023)، Puerto Iguazu ‏، Punta Cana ‏، مطار ليوناردو دا فينشي، Ushuaia موسمي: مطار ريو دي جانيرو الدولي، San Carlos de Bariloche ‏، San Martin de los Andes ‏، مطار غواروليوس الدولي، Tucumán |
| طيران المكسيك                   | مطار بينيتو خواريز الدولي |
| طيران كندا                      | مطار غواروليوس الدولي، مطار تورونتو بيرسون الدولي موسمي: مطار مونتريال الدولي |
| طيران أوروبا                    | مطار مدريد باراخاس الدولي |
| الخطوط الجوية الفرنسية          | مطار باريس شارل ديغول |
| الخطوط الجوية الأمريكية         | مطار دالاس فورت ورث الدولي، مطار ميامي الدولي، مطار جون إف كينيدي الدولي |
| أفيانكا                         | مطار إلدورادو الدولي |
| أفيانكا كوستاريكا               | مطار ماريسكال سوكري الدولي، مطار خوان سانتاماريا الدولي |
| Boliviana de Aviación           | Cochabamba، Santa Cruz de la Sierra–Viru Viru ‏ |
| الخطوط الجوية البريطانية        | مطار لندن هيثرو، مطار ريو دي جانيرو الدولي (تبدأ في 29 أكتوبر 2023) |
| خطوط كوبا الجوية                | مطار توكومين الدولي |
| Copa Airlines Colombia          | مطار توكومين الدولي |
| الخطوط الجوية الكوبية           | Cayo Coco ‏، مطار خوسيه مارتي الدولي |
| خطوط دلتا الجوية                | مطار هارتسفيلد جاكسون موسمي: مطار جون إف كينيدي الدولي (تبدأ في 29 أكتوبر 2023) |
| طيران الإمارات                  | مطار دبي الدولي، مطار ريو دي جانيرو الدولي |
| الخطوط الجوية الإثيوبية         | مطار أديس أبابا بولي الدولي، مطار غواروليوس الدولي |
| Flybondi                        | Comodoro Rivadavia ‏، El Calafate ‏، مطار ريو دي جانيرو الدولي، San Carlos de Bariloche ‏، مطار غواروليوس الدولي، Ushuaia موسمي: Florianópolis، Punta del Este ‏ |
| Gol Transportes Aéreos          | João Pessoa ‏، Maceió، Natal موسمي: Florianópolis |
| أيبيريا (شركة طيران)            | مطار مدريد باراخاس الدولي |
| إيتا (شركة طيران)               | مطار ليوناردو دا فينشي |
| JetSmart Argentina              | El Calafate ‏، مطار خورخي تشافيز الدولي، Puerto Iguazú ‏، مطار ريو دي جانيرو الدولي، Salta، San Carlos de Bariloche ‏، San Salvador de Jujuy ‏، مطار أرتورو ميرينو بينيتيز الدولي، Tucumán، Ushuaia |
| JetSmart Chile ‏                 | مطار أرتورو ميرينو بينيتيز الدولي |
| الخطوط الجوية الملكية الهولندية | مطار سخيبول أمستردام، مطار أرتورو ميرينو بينيتيز الدولي |
| لاتام البرازيل                  | مطار غواروليوس الدولي موسمي: مطار ريو دي جانيرو الدولي |
| خطوط لان الجوية                 | مطار ميامي الدولي، مطار أرتورو ميرينو بينيتيز الدولي |
| لاتام الإكوادور                 | Guayaquil، مطار خورخي تشافيز الدولي |
| لاتام بيرو                      | مطار خورخي تشافيز الدولي |
| Level                           | مطار برشلونة الدولي |
| لوفتهانزا                       | مطار فرانكفورت |
| Paranair                        | مطار سيلفيو بيتيروسي الدولي |
| الخطوط الجوية القطرية           | مطار حمد الدولي، مطار غواروليوس الدولي (تستأنف في 8 ديسمبر 2023) |
| طيران سكاي                      | مطار أرتورو ميرينو بينيتيز الدولي |
| Sky Airline Peru                | مطار خورخي تشافيز الدولي |
| الخطوط الجوية الدولية السويسرية | مطار غواروليوس الدولي، مطار زيورخ الدولي |
| الخطوط الجوية التركية           | مطار إسطنبول الدولي، مطار غواروليوس الدولي |
| الخطوط الجوية المتحدة           | مطار جورج بوش الدولي |

## إحصائيات
| الحركة       | 2009      | 2008      | 2007      | 2006      | 2005      | 2004      | 2003      | 2002      | 2001      | 2000      |
| ------------ | --------- | --------- | --------- | --------- | --------- | --------- | --------- | --------- | --------- | --------- |
| الركاب       | 7،924،759 | 8،012،794 | 7،487،779 | 6،867،596 | 6،365،989 | 5،567،544 | 4،891،038 | 4،087،553 | 5،190،283 | 6،196،975 |
| البضائع (طن) |           | 205،506   | 204،909   | 187،415   | 177،358   | 174،890   | 141،042   | 117،190   | 160،698   | 198،291   |

## وصلات خارجية
- الموقع الرسمي.
- معلومات إضافية.